# Stadion am Bruchweg
Le Stadion am Bruchweg ou Bruchwegstadion est un stade multi-usage allemand situé à Mayence. Ce stade de 20 300 places accueillait les matches à domicile du 1. FSV Mayence 05, club de Bundesliga jusqu'en 2011, où le club a emménagé dans la nouvelle Coface Arena.

## Match national
La phase finale du Championnat d'Allemagne de football féminin 1974.

## Match international
Le 6 septembre 2008, le match entre la Géorgie et la république d'Irlande, comptant pour les éliminatoires de la coupe du monde 2010 et devant se tenir à Tbilissi, est déplacé au Stadion am Bruchweg en raison de la deuxième guerre d'Ossétie du Sud. Le match se solde par une victoire 2-1 des Irlandais.